# والتر کتلت
والتر کَتلِت (انگلیسی: Walter Catlett؛ ‏ ۴ فوریهٔ ۱۸۸۹ – ۱۴ نوامبر ۱۹۶۰) بازیگر اهل ایالات متحده آمریکا بود.

## فیلم‌شناسی
- ماه عسل سه‌نفره
- یک شب آرام
- پرورش بیبی
- آقای دیدز به شهر می‌رود
- صفحه نخست
- احمق آمریکایی خوش‌تیپ
- داستان دو شهر
- ترغیب دوستانه
- پینوکیو

## مرگ
کَتلِت بر اثر سکته مغزی در وودلند هیلز، کالیفرنیا درگذشت.